# Bamberger Kurzfilmtage
Le festival Bamberger Kurzfilmtage (« Journées du court métrage de Bamberg ») est un festival de courts métrages germanophones d’une durée d’une semaine. Créé en 1991, il a lieu tous les ans au mois de janvier dans la ville de Bamberg, au nord-est de la Bavière. C’est le premier festival bavarois du court métrage. Il a donc servi de modèle pour les autres festivals du même genre comme la Semaine du court métrage de Ratisbonne (1994) ou le Bunter Hund (Festival international du court métrage de Munich), créé en 1999.

## Le festival
Le festival Bamberger Kurzfilmtage rassemble des productions allemandes, autrichiennes, suisses, luxembourgeoises et du Tyrol du Sud. Avec ses 4 500 spectateurs, les Bamberger Kurzfilmtage sont l’un des plus grands festivals germanophones. Ils présentent des fictions, des documentaires, des films d’animations, des films expérimentaux ainsi que des films pour enfants ayant été réalisés dans les deux ans précédant le festival et dont la durée n’excède pas 30 minutes. Plus de 70 productions sont présentées chaque année. Le public de Bamberg et trois jurys attribuent le Bamberger Reiter (Prix du Cavalier de Bamberg), décliné en sept catégories :
- Publikumspreis (prix du public)
- Bester Kinderfilm (meilleur film pour enfant) - Jury de public d’enfants
- Bester Kurzspielfilm (meilleur court métrage de fiction) - Jury d’experts
- Bester Animations/Experimentalfilm (meilleur film d’animation/expérimental) - Jury d’experts
- Dokumentarfilmpreis (Meilleur documentaire) - Jury d’experts
- Regionalfilmpreis Bamberg dreht ab! (prix du film régional) - Jury régional
- Preis der Jugendjury (prix du jury jeune)

Le film choisi par le public remporte une figurine du Cavalier de Bamberg en chocolat recouvert d’or. Les jurys d’experts et jurys jeunes attribuent également ce cavalier en chocolat, alors que le lauréat du prix du meilleur documentaire reçoit une autre version de ce cavalier : une sculpture de glace. Selon le prix qui leur est attribué, les films perçoivent entre 200 et 1 000 €.
De nombreux réalisateurs ont présenté leurs premiers courts métrages au festival de Bamberg : Tom Tykwer (Le Parfum), Detlev Buck (Männerpension), Andreas Dresen (Un été à Berlin, Septième Ciel), Peter Thorwarth (Was nicht passt, wird passend gemacht), ou encore Florian Heckel von Donnersmarck (Oscar du meilleur film en langue étrangère pour La Vie des autres), Pepe Danquart (Le Voyageur Noir  - Schwarzfahrer), Tyron Montgomery et Thomas Stellmach (Quest) ainsi que Jochen Alexander Freydank (Toyland). Paul Maar et Michael Ballhaus ont respectivement parrainé le festival en 2010 et 2011.
Outre la sélection principale, le programme comprend également une catégorie spéciale, dont le thème varie chaque année. Ainsi, en 2004, une spéciale Kurz/Lang (court/long) présentait un court métrage et un long-métrage d’un même réalisateur. Dans cette catégorie, des cinéastes comme  Daniel Nocke, Sebastian Winkels, Veit Helmer, Neele Vollmaar, Sonja Heiss, Thomas Wendrich, Michael Dreher ou encore Dennis Todorovic ont présenté des films de leurs débuts. Parfois, cette catégorie est centrée autour d’un pays ou d’une région. Par exemple, lors de la 22e édition du festival (en 2012), cette catégorie s’intitulait « Orient & Okzident » (Orient & Occident). Des courts métrages de pays orientaux étaient présentés parallèlement à des œuvres offrant une vision étrangère de leur région. Des festivals partenaires étrangers ont également participé au festival de Bamberg : le Tampere Film Festival (Finlande), le Studio de Films Documentaires de St. Petersbourg, le festival brésilien Brasil Plural, le Vienna Independent Shorts ou encore le festival de courts métrages portugais Curtas Vila do Conde. D’autre part, la Première allemande du programme international du court métrage du Secrétariat de la Conférence épiscopale allemande, Augenblicke – Kurzfilme im Kino (Instants – Courts métrages au cinéma) a lieu lors du festival Bamberger Kurzfilmtage, et ce depuis 2009.  Depuis 2003, une sélection de films est présentée au public, qui vote pour le meilleur, lui permettant alors d’être nommé au sein de la sélection principale.

## Les organisateurs
Les  Bamberger Kurzfilmtage comptent parmi les rares festivals allemands à être organisés presque exclusivement par des bénévoles, et ce depuis leur création. Ils sont gérés par l’association Bamberger Kurzfilmtage e.V., dont l’objectif est de promouvoir le court métrage comme forme d’expression artistique, dans un sens non commercial, et de le rendre accessible à un large public. L’association est l’un des membres fondateurs de l’AG Kurzfilm.
Le festival est financé grâce à des sponsors, les recettes d’évènements, des dons, les participations de membres et des subventions publiques.

## Les lauréats du prix du public depuis 1992
- 1992 : So schnell es geht nach Istanbul (d’Andreas Dresen)
- 1993 : Schwarzfahrer (de Pepe Danquart)
- 1994 : Im Regen (de Matl Findel)
- 1995 : Parlez-moi d’amour (de Fílippos Tsítos)
- 1996 : Fortissimo (de Frederick Steiner)
- 1997 : Was nicht passt, wird passend gemacht (de Peter Thorwarth)
- 1998 : Höhlenangst (de Benjamin Quabeck)
- 1999 : Real Men Eat Meat (de Maria von Heland)
- 2000 : How Time Flies (de Sigrun Köhler et Wiltrud Baier)
- 2001 : Takewipe FC (de Nikolaus Gojowczyk-Groon)
- 2002 : Summertime (d’Anna Luif)
- 2003 : Jenseits der Ferne (de Johannes Kaltenhauser)
- 2004 : Nachmittags in Siedlisko (d’Anne Wild)
- 2005 : Meine Eltern (de Neele Vollmar)
- 2006 : Die Überraschung (de Lancelot von Naso)
- 2007 : Vorletzter Abschied (de Heiko Hahn)
- 2008 : Des Aufreißer (de Steffen Weinert)
- 2009 : Das heimliche Geräusch (de Michael Watzke)
- 2010 : Edgar (de Fabian Busch)
- 2011 : Bob (de Jacob Frey et Harry Fast)
- 2012 : Der kleine Nazi (de Petra Lüschow)
- 2013 : Armadingen (de Philipp Käßbohrer)
- 2014: Süße Seeluft (de Stefan Siebert et Thomas Hessmann)
- 2015: Erledigung einer Sache (de Dustin Loose)
- 2016: Herman the German (de Michael Binz)
- 2017: Bon Voyage (de Marc Wilkins)
- 2018: Watu Wote (de Katja Benrath)
- 2019: Mascarpone (de Jonas Riemer)

## Source de la traduction
- (de) Cet article est partiellement ou en totalité issu de l’article de Wikipédia en allemand intitulé « Bamberger Kurzfilmtage » (voir la liste des auteurs).